# Bornia sebetia
Bornia sebetia är en musselart som beskrevs av Costa 1829. Bornia sebetia ingår i släktet Bornia och familjen Lasaeidae. Inga underarter finns listade i Catalogue of Life.